# Ours (Burge)
Pour les articles homonymes, voir Ours (homonymie).
L'Ours est un cours d'eau français qui coule dans le département de l'Allier. C'est un affluent de la Burge en rive droite, donc un sous-affluent de la Loire.

## Géographie
L'Ours a une longueur de 25,4 kilomètres. Il prend sa source dans la commune de Noyant-d'Allier, à proximité du lieu-dit Frenière d'En-Haut, à une altitude d'environ 430 m, s'écoule vers le nord et se jette dans la Burge, dans la commune d'Agonges, à une altitude de 206 m.

### Communes traversées
L'Ours traverse ou borde sept communes ; de l'amont vers l'aval : Noyant-d'Allier, Meillers, Gipcy, Autry-Issards, Saint-Menoux et Agonges.
Les bassins hydrographiques sont découpés dans le référentiel national BD Carthage en éléments de plus en plus fins, emboîtés selon quatre niveaux : régions hydrographiques, secteurs, sous-secteurs et zones hydrographiques. Le bassin versant de l'Ours s'insère dans la zone hydrographique « L'Ours et ses affluents », au sein du bassin DCE plus large « La Loire, les cours d'eau côtiers vendéens et bretons ».

## Gouvernance

### Échelle du bassin
En France, la gestion de l’eau, soumise à une législation nationale et à des directives européennes, se décline par bassin hydrographique, au nombre de sept en France métropolitaine, échelle cohérente écologiquement et adaptée à une gestion des ressources en eau. L'Ours est sur le territoire du bassin Loire-Bretagne et l'organisme de gestion à l'échelle du bassin est l'agence de l'eau Loire-Bretagne.